# Manufacture de coton de Cluses
La Manufacture de coton de Cluses, appelée aussi « l'usine de l'Arve » a été fondée en 1812, et sera plus tard recyclée en usine de boîtes à musique puis d'horlogerie et de décolletage, formant l'une des premiers grands sites industriels de la vallée de l'Arve, en Haute-Savoie, au début de la révolution industrielle. Une petite usine de production hydroélectrique sera même installée sur le site, qui est devenu un musée dès 1993.

## L'époque Jumel
Installée sous le « roc de Chessy », à un endroit où la vallée se resserre, l'usine utilisait la force motrice de l'Arve et avait pour caractéristique de fabriquer ses propres machines, associant textile et savoir-faire dans le travail des métaux, au sein d'une vallée marquée par l'industrie horlogère, puis par le décolletage.
La manufacture a été fondée en 1812, sur un site devenu bien national, par Jean-François Morel et Louis Alexis Jumel, deux cadres de la Manufacture de coton d'Annecy crée en 1804 par Jean-Pierre Duport, qui employait plus d'un millier d'ouvriers dès 1811. Les deux techniciens se sont ensuite rendus célèbre en Égypte, en développant d'autres usines textiles du même type et une variété de coton plus performante, le coton Jumel, qui dès les années 1820 place l'Égypte au sein des grands producteurs mondiaux, juste derrière les États-Unis.
Jean-François Morel, l'un des contremaîtres les plus importants de Manufacture de coton d'Annecy, l'avait quittée dès 1809. Contacté par des agents du Pacha, il part pour l'Égypte en 1817. Louis Alexis Jumel tente sa chance avec les capitaux de son beau-père, alors qu'il vient d'épouser Fanny Pernat qui lui apporte une dot de 30000 francs. Ils forment le projet d'établir à Cluses «un établissement de machines à filer toute matière végétale et animale  notamment le coton, mu par la force hydraulique à l'emplacement des moulins des bords de l'Arve, légèrement en amont d'un vieux pont de pierre remarqué par les voyageurs vers les « glacières de Chamouni », comme l'indique un document d'époque.
Le beau-père et le gendre pétitionnent pour rehausser la digue pour l’énergie hydraulique, mais sans succès. Entre-temps, Mustaffa Endi, envoyé du chef de l’Etat égyptien, visite Jumel dans son entreprise de Cluses, puis signe avec lui un contrat à Genève pour installer des usines du même type en Égypte.

## L'époque Rossel-Jacottet
L'usine et son moulin hydraulique sont ensuite repris par les frères Berthod et devient le "moulin Berthod". En 1825, c'est une fabrique de boites à musique, utilisant des engrenages en métal, créée par Armand et Jean-Marie Rossel, deux négociants suisses, qui déménagent leur usine de Genève pour l'installer à Cluses mais continuent à travailler pour leurs trois grands clients suisses. L'usine conserve sa spécificité : elle fabrique elle-même ses machines.
En 1838, Henri Jaccottet s'associe à eux. La nouvelle maison de commerce Rossel-Jacottet et Cie installa alors sur le site de Cluses une fabrique de "verres chevés", pour faire des verres de montres. Jean-Marie Rossel meurt le 18 octobre 1842. Henri Jaccottet, qui a suivi une formation de mécanicien à Fleurier, dans le canton de Neuchatel, où les horlogers de Fuss opèrent depuis 1730, reprend alors l'affaire pour y fabriquer des pignons par étirage. Lié avec l'établisseur de Cluses Lambert Dancet, il étire des pignons, découpe et taille des roues de montre. Jaccottet est un technicien compétent. Il gagne plusieurs prix à Turin et Gênes dans la deuxième partie des années 1840. L'usine emploie 60 ouvriers en 1848 et fabrique 2000 douzaines de glaces de montre par mois.
À la fin de sa vie, Henri Jaccottet s'associe en 1869 avec Louis Carpano, un jeune piémontais de Biella qui vient d'achever ses études à l'école d'horlogerie de Cluses et ils créent un atelier pour l’étirement de l’acier à pignons et commencent à produire des dents d’engregage.

## L'époque Carpano
Un autre horloger, Alphonse Tillère s’installe à Cluses en 1851, après un passage au Locle, dans le Jura suisse. Il emploie alors 60 ouvriers et propose de récupérer subvention de l’école d'horlogerie de Cluses. En 1869, son usine fabrique des remontoirs "à blanc" (sous forme de pièces) et elle emploie 120 personnes. Malgré cette concurrence, Louis Carpano décide d'agrandir l'usine de l'Arve en 1873. En 1876, son atelier est le seul à être mécanisé, alors que partout ailleurs on travaille à la main. En 1893 il installe une turbine de 500 chevaux et vend de l'électricité à la ville de Cluses. Couplée à des dynamos Tury, fournies par la Compagnie pour l’industrie électrique de Genève l'usine obtient une concession électrique de 1893 à 1938, ainsi qu’une concession pour la fourniture d’eau.

## Le musée
En 1960, un descendant homonyme de Louis Carpano a fondé à Cluses, avec Charles Pons, la société Carpano & Pons, de mécanique, micromécanique et décolletage de précision.En 1992, la ville de Cluses acquiert cette ancienne usine. L’Association de la Maison des techniques de l’horlogerie et du décolletage, créée en 1989, obtient une partie des locaux. Un musée est inauguré le 15 mai 1993, pour accueillir 86 machines-outils et près de 300 montres, mouvements, pendules, et cadrans, donnant vie au projet d'Emile Peltre, Directeur de l’école d'horlogerie de Cluses de 1889 à 1899, qui voulait reconstituer l’histoire horlogère de la vallée de l’Arve depuis ses origines.